# Perlokúciós aktus
A perlokúciós aktus vagy perlokúció, perlokúciós hatás a beszédaktus-elmélet egyik alapfogalma. Arra utal, hogy a beszélő valaminek a mondásával bizonyos hatásokat vált ki a hallgatóban, például a hallgatónak megváltoznak a szándékai, vagy az érzelmi állapota. A perlokúciós aktus mindig valódi, létrejött következmények elérésére utal. Nem elégséges például az, hogy a beszélő megpróbál valakit megállítani, megakadályozni valaminek a véghezvitelében egy figyelmeztetéssel. A hallgató szándékának valóban meg kell megváltoznia, ekkor jön létre a beszélő által szándékolt perlokúció.

## A fogalom létrejötte
A perlokúciós aktus John L. Austin beszédaktus elméletében a lokúciós aktussal és az illokúciós aktussal együtt létrehozott fogalomhármas egyik tagja. Szembeállítható a fogalomhármas másik két tagjával: így elkülöníthető attól, hogy a beszélő pusztán mond valamit, ez a lokúciós aktus; és attól a cselekvéstől is, amit a beszélő valaminek a mondásakor elvégez (pl. megígér valamit), ez pedig az illokúciós aktus. 
Austin különbséget tesz szándékos és nem szándékos perlokúciós aktusok között. A fenti példánál maradva, lehet, hogy a beszélő a szándékát nem éri el, viszont feldühíti a hallgatóját, sőt a hallgató még gyorsabban igyekszik majd szándékának eleget tenni.    
A perlokúciós aktus a beszédaktus-elmélet későbbi munkáiban háttérbe szorult, a három aktus közül az illokúciós aktus kutatására tevődött a legnagyobb hangsúly.